# Ángel Alarcón
Ángel Alarcón Galiot (Castelldefels, España, 15 de mayo de 2004) es un futbolista español que juega de delantero en el F. C. Porto "B" de la Segunda División de Portugal.

## Trayectoria
Nacido en Castelldefels, comenzó su carrera futbolística a los cuatro años en el equipo amateur Vista Alegre, donde jugaban sus dos padres. Llegó al F. C. Barcelona en 2018 procedente del R. C. D. Espanyol, llegando a debutar con el F. C. Barcelona Atlètic en 2021. Una rotura del ligamento cruzado anterior durante la semifinal de la Copa de Campeones de División de Honor Juvenil le hizo perderse toda la temporada 2021-22.
El 18 de enero de 2023, tras marcar doce goles con el Juvenil A del club, fue convocado con el primer equipo del Barcelona para el partido de Copa del Rey contra la A. D. Ceuta F. C. del día siguiente. Debutó como profesional en la goleada del Barcelona al Ceuta (5-0), sustituyendo a Raphinha.

## Selección nacional
Ha representado a España en categorías inferiores.

## Estilo de juego
Delantero cómodo con los dos pies y capaz de jugar en cualquier parte del frente de ataque, es conocido por su velocidad y su capacidad goleadora.

## Estadísticas

### Clubes
Actualizado al último partido disputado el 3 de noviembre de 2024.
| Club                         | Div.          | Temporada     | Liga  | Liga  | Liga   | Copas nacionales | Copas nacionales | Copas nacionales | Copas internacionales | Copas internacionales | Copas internacionales | Total | Total | Total  |
| Club                         | Div.          | Temporada     | Part. | Goles | Asist. | Part.            | Goles            | Asist.           | Part.                 | Goles                 | Asist.                | Part. | Goles | Asist. |
| ---------------------------- | ------------- | ------------- | ----- | ----- | ------ | ---------------- | ---------------- | ---------------- | --------------------- | --------------------- | --------------------- | ----- | ----- | ------ |
| F. C. Barcelona "B" · España | 2.ª B         | 2020-21       | 5     | 0     | 0      | —                | —                | —                | —                     | —                     | —                     | 5     | 0     | 0      |
| F. C. Barcelona "B" · España | 1.ª F         | 2022-23       | 2     | 0     | 0      | —                | —                | —                | —                     | —                     | —                     | 2     | 0     | 0      |
| F. C. Barcelona "B" · España | 1.ª F         | 2023-24       | 12    | 2     | 0      | —                | —                | —                | —                     | —                     | —                     | 12    | 2     | 0      |
| F. C. Barcelona "B" · España | Total club    | Total club    | 19    | 2     | 0      | 0                | 0                | 0                | 0                     | 0                     | 0                     | 19    | 2     | 0      |
| F. C. Barcelona · España     | 1.ª           | 2022-23       | 4     | 0     | 0      | 1                | 0                | 0                | 0                     | 0                     | 0                     | 5     | 0     | 0      |
| F. C. Barcelona · España     | Total club    | Total club    | 4     | 0     | 0      | 1                | 0                | 0                | 0                     | 0                     | 0                     | 5     | 0     | 0      |
| F. C. Porto "B" Portugal     | 2.ª           | 2024-25       | 5     | 3     | 0      | —                | —                | —                | —                     | —                     | —                     | 5     | 3     | 0      |
| F. C. Porto "B" Portugal     | Total club    | Total club    | 5     | 3     | 0      | 0                | 0                | 0                | 0                     | 0                     | 0                     | 5     | 3     | 0      |
| Total carrera                | Total carrera | Total carrera | 28    | 5     | 0      | 1                | 0                | 0                | 0                     | 0                     | 0                     | 29    | 5     | 0      |

## Palmarés

### Títulos nacionales
| Título                     | Club            | País   | Año     |
| -------------------------- | --------------- | ------ | ------- |
| Primera División de España | F. C. Barcelona | España | 2022-23 |